# Wighard
Wighard (? - 664) fue un sacerdote sajón de finales del siglo VII. Nació en Kent. Sirvió en la casa de Adeodato de Canterbury, Arzobispo de Canterbury, y fue elegido para sucederle por Oswiu de Northumbria y Egberto I de Kent. Visitó al Papa Vitaliano en Roma, quien lo confirmó en su cargo y le hizo entrega de su palio.
Sin embargo, fue seleccionado y murió antes de su consagración en Roma a causa de la peste bubónica alrededor del año 664. Entonces el Papa Vitalino nombró a Teodoro de Tarso como Arzobispo.
| Predecesor: Adeodato de Canterbury | Arzobispo de Canterbury 664 | Sucesor: Teodoro de Tarso |